# 指指点点组
指指点点组是小猫俱乐部成员高井麻巳子和岩井由紀子（昵称）组成的偶像团体。
1985年9月30日首次在电视中公开，在1987年4月5日高井从小猫俱乐部毕业后解散。

## 概要
当时富士电视台正在策划新的动画《高校！奇面组》，于是找到综艺节目“夕阳喵喵”（即小猫俱乐部成员主要参与的节目）当时的主导演笠井一二来从小猫俱乐部中选人演唱主题曲。
选中高井麻巳子和岩井由紀子的理由如下：
- 和作品中的主人公宇留千绘以及河川唯感觉相似
- 从富士电视台回家坐出租车的方向一致

关于团体的名字，一开始的候选名称有等，甚至已经以的名称印刷了三万张单曲封面。不过后来笠井觉得秋元康的歌词中出现的更好，于是决定作为名称，废弃了之前印刷好的封面。结成初期使用（小猫俱乐部·指指点点组）的名义来强调是小猫俱乐部的一部分，不过后来就直接称（指指点点组）。

## 作品

### 单曲
1. （1985年10月5日）
2. （1986年1月21日）
3. （1986年5月2日）
4. （1986年8月27日）
5. （1986年11月23日）
6. （1987年2月21日）

### 专辑
- （1986年6月5日）
- AN bALANCING TOY（1986年12月15日）
- ∞（1987年3月11日）オリコン１位
- （2001年12月5日）
- （2004年5月19日）
- （2007年7月18日）
- （2010年4月21日）

### 影像作品
- （1987年3月29日）

## 写真集
- （1986年10月30日）
- （1987年3月30日）